# Attila (Uniform)

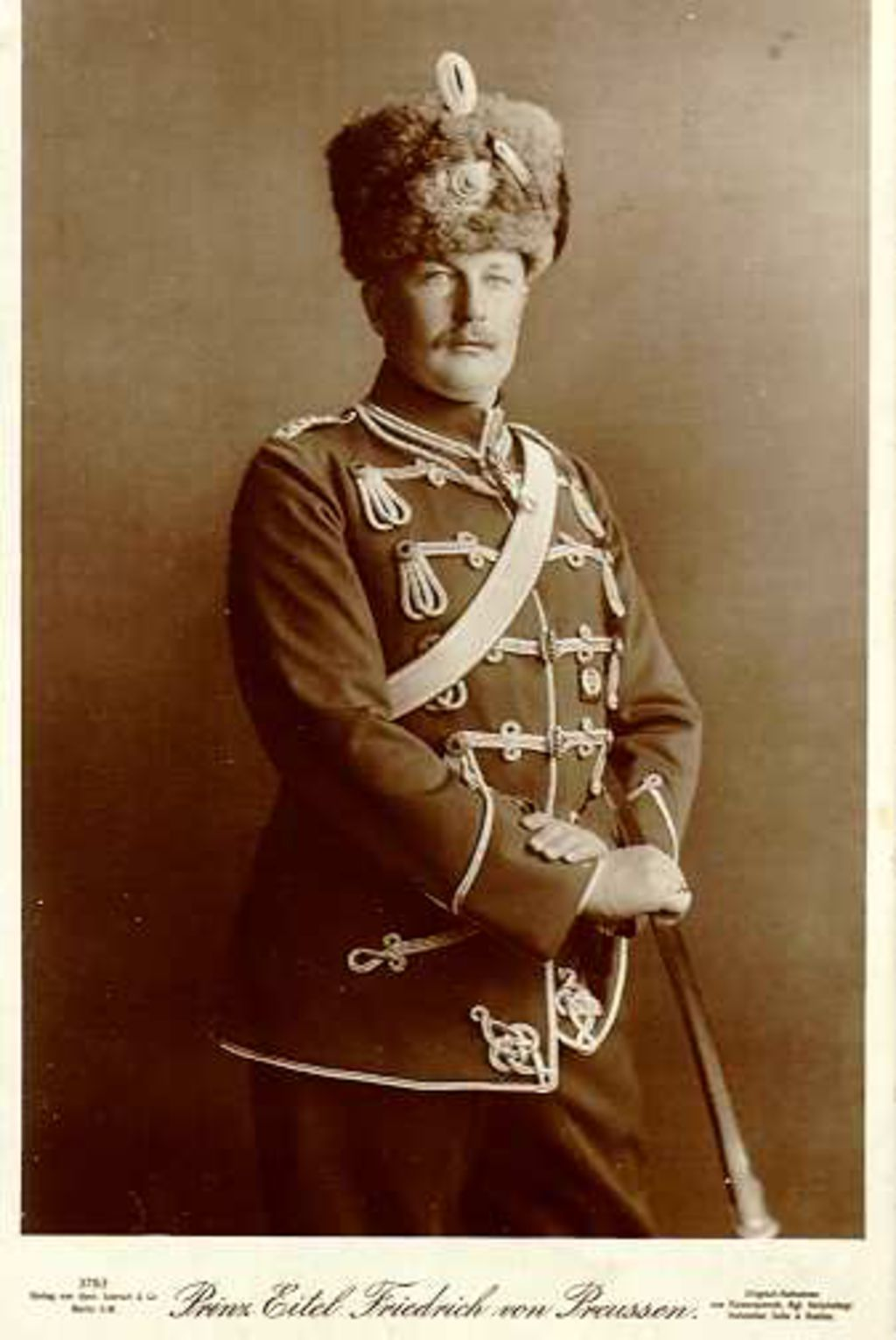
Prinz Eitel Friedrich von Preußen im Interimsattila des Leib-Garde-Husaren-Regiments

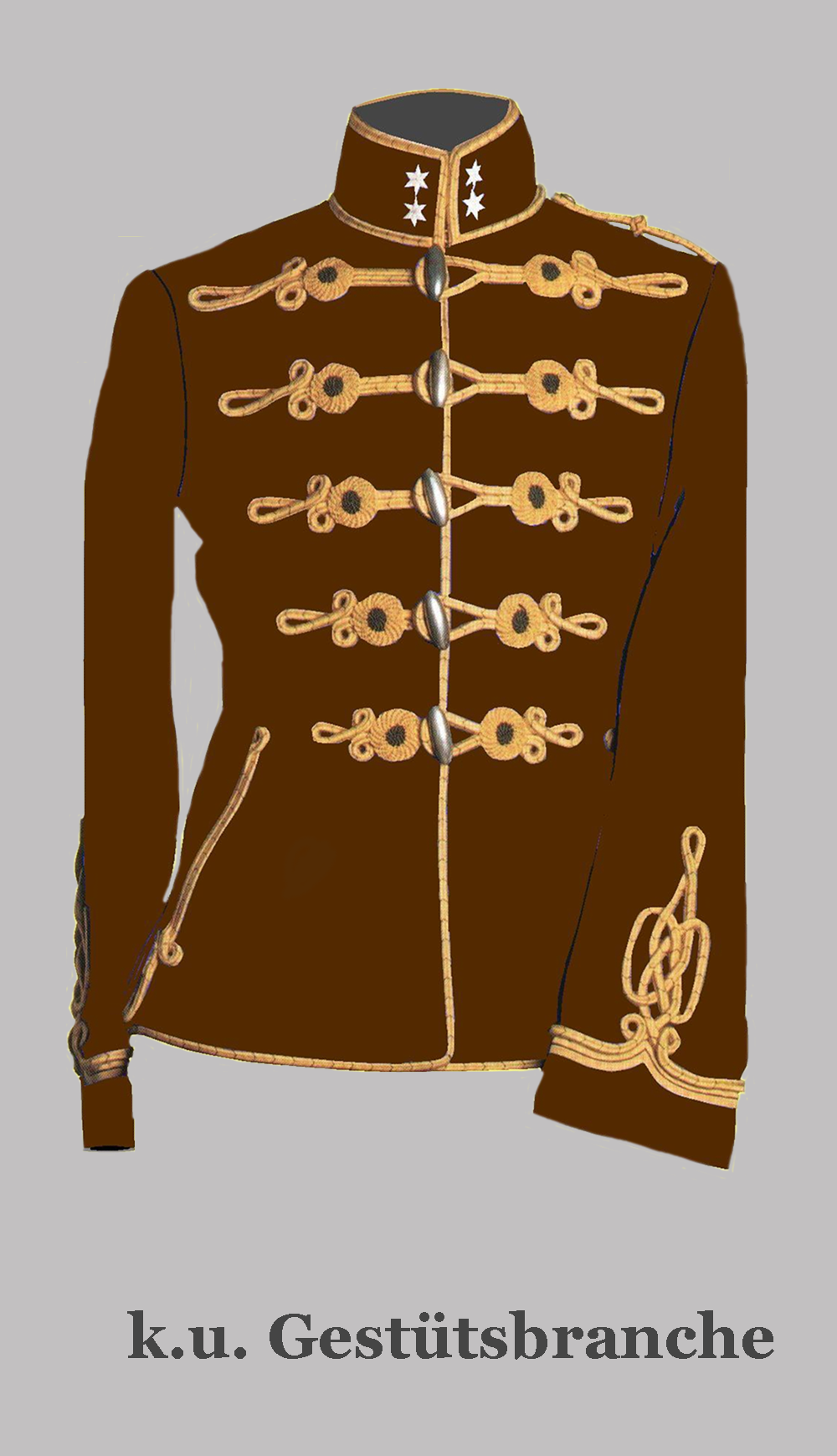
Attila eines Korporals der k.u. Gestütsbranche. Auf dem Unterärmel eine Vitéz Kötés

Attila (auch: Husarka) ist der Name des typischen Uniformrocks der Husaren. Diese Form des Waffenrocks ersetzte ab 1849 zunächst in der k.u.k.-Armee, ab 1853 in Preußen, die früher übliche kurzschößige und mit dichter Verschnürung besetzte Jacken-Form des Dolman. Die Attila war in ihrem weiteren waffenrockartigen Schnitt etwas bequemer und in der Ausschmückung schlichter. Während der kurze Dolman mit bis zu 18 Brustschnüren besetzt sein konnte, zierten die Brust der Attila in der Regel nur noch fünf Schnurreihen (in Frankreich aber acht). Der Attila wurde mit der Zeit von allen anderen europäischen Armeen in dieser Form übernommen, behielt aber mitunter die Bezeichnung Dolman.
Die auf der Brust und an den Ärmelaufschlägen getragenen Schnurverzierungen folgten meist der Knopffarbe: weiß (Mannschaften) bzw. silber (Offiziere) bei silberfarbigen Knöpfen, gelb bzw. gold bei goldfarbigen Knöpfen. Es waren aber auch Verschnürungen in anderen Farben verbreitet, bspw. in Schwarz (Braunschweigische Armee, Französische Armee) oder in Rot (K.u. Landwehr). Die Schnüre bildeten an ihren äußeren Enden in der Regel dreiblättriger Kleeblätter, vor denen kreisrunde Röschen aufgenäht waren. Die Ärmelaufschläge schmückten meist sog. ungarische Knoten. Die Jacke wurde vor der Brust mittels einer Reihe Knebeln (Oliven) geschlossen. Die Ornamentik der Schnurposamentrie war der ungarischen und kroatischen Magnaten-Tracht des 16. Jahrhunderts entlehnt (sog. ungarische Adjustierung).
Eine militärhistorische Besonderheit bildete die Attila M. 1881, die in Österreich-Ungarn bei der k.u. Landwehr (Honvéd) zwischen 1881 und 1906 zur Adjustierung gehörte. Bei ihr waren die Kleeblattverzierungen an den Brustschnüren entfallen, so dass der Torso, aus einiger Entfernung betrachtet, einem Skelett ähnelte (sog. Skelett-Attila).
Mit der Verbreitung der Attila kam die zuvor bei Kälte über dem kurzen Dolman getragene Pelzjacke tw. außer Gebrauch. Jene mit Pelz verbrämte bzw. gefütterte Jacke hatte in ihrem Aussehen dem Dolman geähnelt und wurde im Sommer über die linke Schulter gehängt. In Österreich-Ungarn bezeichnete man diesen Kälteschutz als Mente (nach Einführung der Attila aber als Pelzattila), in Deutschland als Pelz und in Frankreich als Pelisse. In Preußen behielten den Pelz nach 1853 zunächst nur die Gardehusaren und die Chefs der Linienregimenter bei. Später wurde einigen preußischen bzw. deutschen Husarenregimentern der Pelz wieder erlaubt, die übrigen legten als Kälteschutz den schlichten Reitermantel (ohne Schnurbesatz) an.
Eine Spielart der Attila stellte der Polrock in seiner letzten Erscheinungsform dar. Er war von 1809 bis 1815 und wieder von 1848 bis 1885 Bestandteil der braunschweigischen Armee-Uniform, zuletzt des Braunschweigischen Infanterie-Regiments Nr. 92. Der Polrock glich im Schnitt anfangs der knielangen Litewka, später dem hüftlangen Waffenrock bzw. der Attila. Grundtuch und Verschnürung waren durchgehend von schwarzer Farbe, mit Kragen und Aufschlägen in (blauer) Abzeichenfarbe. Die Brust schmückten stets zehn Schnurreihen, statt etwa fünf, wie die Attila.
In Frankreich kam 1872 eine neunreihige Attila auf, die aber weiterhin als Dolman bezeichnet wurde. Graublaue Versionen trugen die Husaren (schwarze Verschnürung) und Jäger zu Pferde (weiße Verschnürung), mittelblaue Versionen besaßen die Artillerie zu Fuß bzw. zu Pferde (schwarze Schnüre). 1884 vertauschten auch die Dragoner ihren Waffenrock mit einer mittelblauen Attila (schwarze Schnüre). 1907 wurde die Attila zugunsten des neuen Waffenrocks aufgegeben. Eine dunkelblaue (tatsächlich aber schwarze) Attila, mit sieben Brustschnüren, war für Infanterieoffiziere von 1883 bis 1893 vorgeschrieben, für Genieoffiziere von 1880 bis 1905.

## Galerie

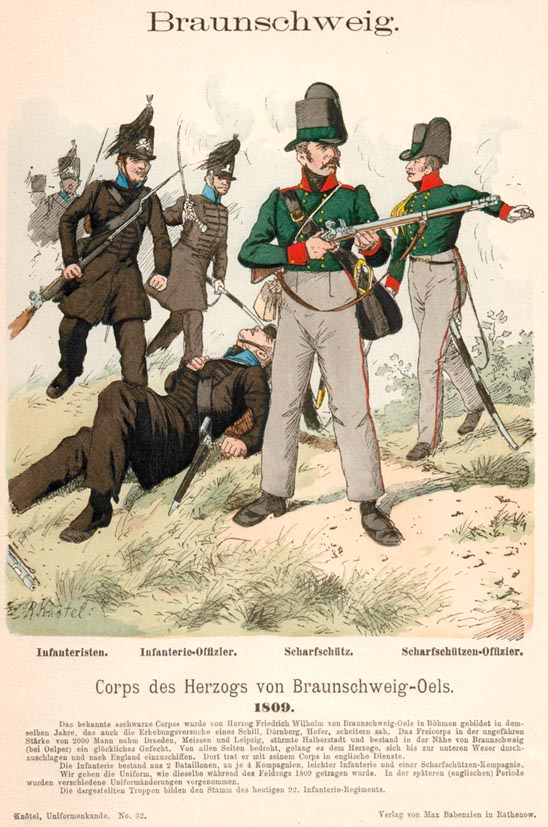
Braunschweigische Schwarze Schar, links und hinten Soldaten in der litewka-artigen Urversion des Polrocks, 1809
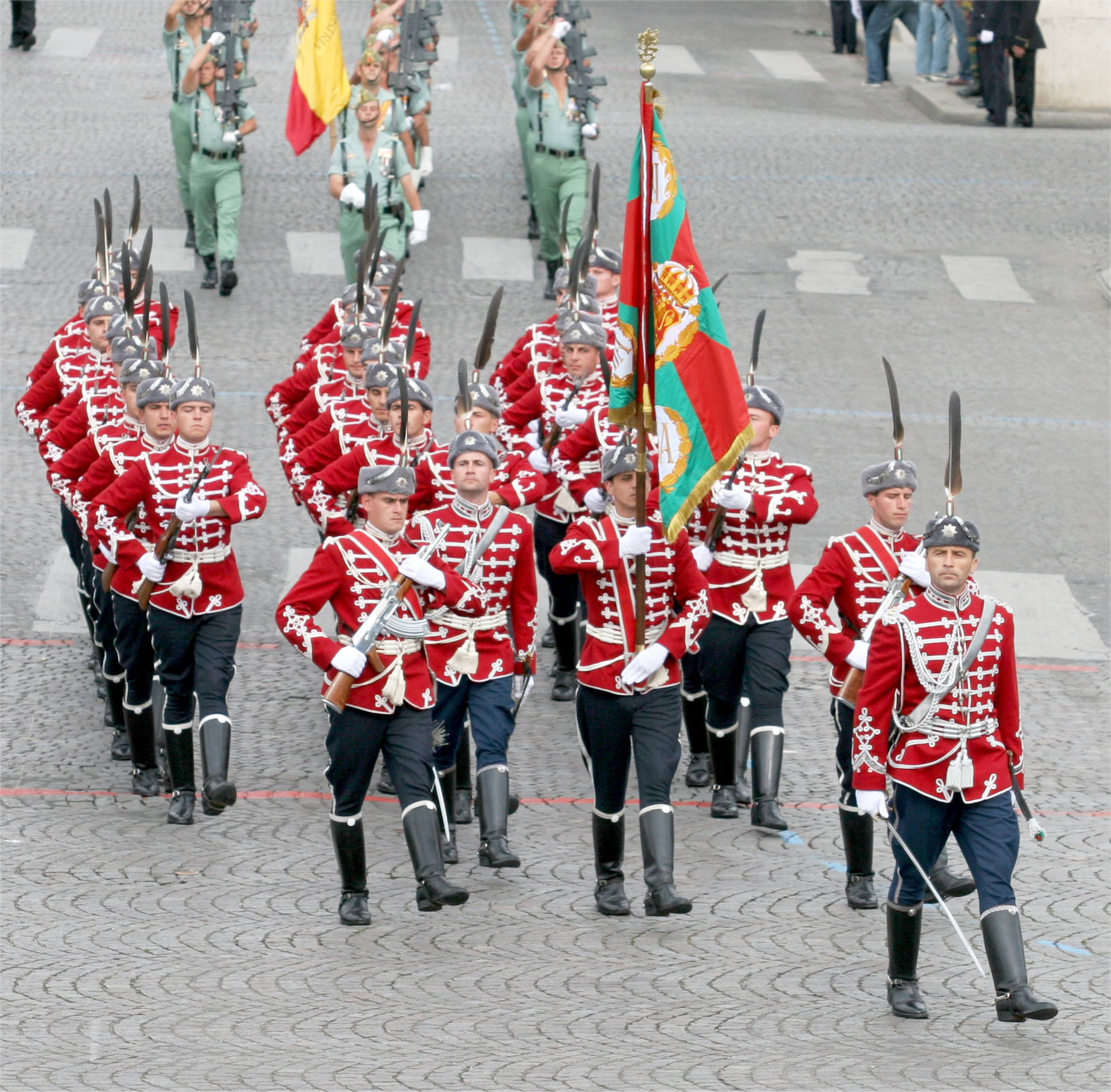
Bulgarische Nationalgarde (bulg. Национална гвардейска част на България), in der Attila und Kalpak, 2007
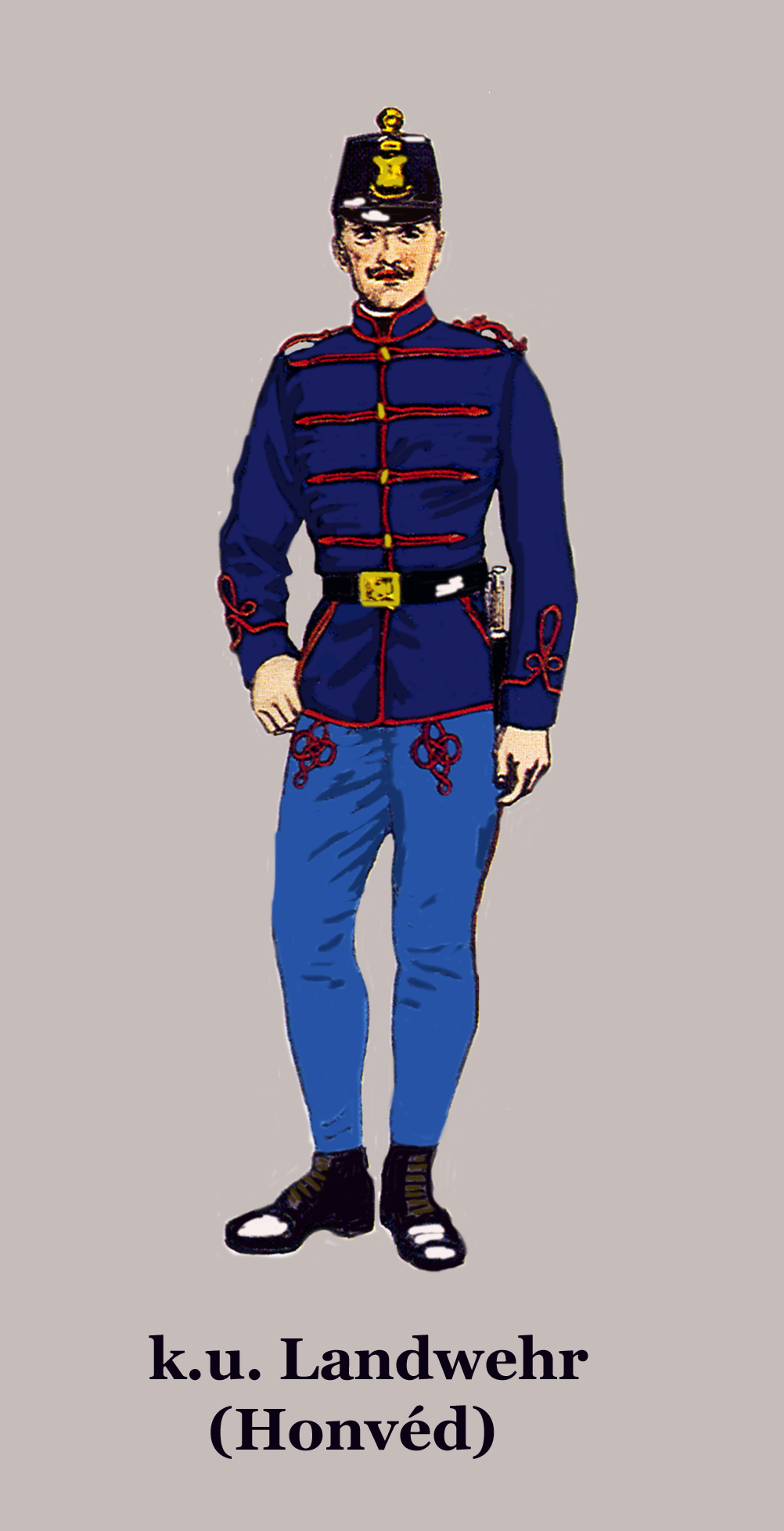
Honvéd-Infanterist, in sog. Skelett-Attila, 1901